# 이소정 (뮤지컬 배우)
이소정(1973년 ~ )은 대한민국의 뮤지컬 배우이다.